# Omer Joldić
Omer Joldić (ur. 1 stycznia 1977 w Tuzli) – piłkarz bośniacki grający na pozycji pomocnika. W swojej karierze rozegrał 19 meczów w reprezentacji Bośni i Hercegowiny i strzelił w nich 1 gola.

## Kariera klubowa
Karierę piłkarską Joldić rozpoczął w klubie Gradina Srebrenik, w którym grał w sezonie 1993/1994. Latem 1994 przeszedł do Slobody Tuzla i występował w niej w bośniackiej ekstraklasie. W Slobodzie występował do końca sezonu 1999/2000, a w sezonie 2000/2001 grał w zespole Željezničara Sarajewo. Wraz z Željezničarem wywalczył mistrzostwo Bośni i Hercegowiny.
W 2001 roku Joldić odszedł do rosyjskiego Saturna Ramienskoje. W rosyjskiej Priemjer-Lidze grał do 2003 roku i wtedy też wrócił do Željezničara. Występował w nim do 2005 roku.
Latem 2005 Joldić przeszedł do GKS Bełchatów. W polskiej ekstraklasie zadebiutował 26 lipca 2005 w zremisowanym 0:0 domowym spotkaniu z Górnikiem Zabrze. W GKS rozegrał 5 meczów.
W 2006 roku Joldić wrócił do Bośni. W latach 2006–2008 grał w Željezničarze. W sezonie 2008/2009 był zawodnikiem Olimpiku Sarajewo, w którym zakończył karierę.
| Sezon   | Klub               | Kraj                 | Rozgrywki     | Mecze | Bramki |
| ------- | ------------------ | -------------------- | ------------- | ----- | ------ |
| 1993/94 | Gradina Srebrenik  | Jugosławia           | III. liga     | 35    | 4      |
| 1994/95 | Sloboda Tuzla      | Bośnia i Hercegowina | Premijer liga | 30    | 2      |
| 1995/96 | Sloboda Tuzla      | Bośnia i Hercegowina | Premijer liga | 32    | 5      |
| 1996/97 | Sloboda Tuzla      | Bośnia i Hercegowina | Premijer liga | 34    | 4      |
| 1997/98 | Sloboda Tuzla      | Bośnia i Hercegowina | Premijer liga | 32    | 3      |
| 1998/99 | Sloboda Tuzla      | Bośnia i Hercegowina | Premijer liga | 33    | 4      |
| 1999/00 | Sloboda Tuzla      | Bośnia i Hercegowina | Premijer liga | 34    | 7      |
| 2000/01 | FK Željezničar     | Bośnia i Hercegowina | Premijer liga | 39    | 8      |
| 2001    | Saturn Ramienskoje | Rosja                | Priemjer-Liga | 9     | 0      |
| 2002    | Saturn Ramienskoje | Rosja                | Priemjer-Liga | 14    | 1      |
| 2003    | Saturn Ramienskoje | Rosja                | Priemjer-Liga | 0     | 0      |
| 2003/04 | FK Željezničar     | Bośnia i Hercegowina | Premijer liga | ?     | ?      |
| 2004/05 | FK Željezničar     | Bośnia i Hercegowina | Premijer liga | 22    | 2      |
| 2005/06 | GKS Bełchatów      | Polska               | Ekstraklasa   | 5     | 0      |
| 2006/07 | FK Željezničar     | Bośnia i Hercegowina | Premijer liga | 17    | 0      |
| 2007/08 | FK Željezničar     | Bośnia i Hercegowina | Premijer liga | 24    | 0      |
| 2008/09 | Olimpik Sarajewo   | Bośnia i Hercegowina | I liga BiH    | ?     | ?      |

## Kariera reprezentacyjna
W reprezentacji Bośni i Hercegowiny Joldić zadebiutował 10 marca 1999 roku w zremisowanym 1:1 towarzyskim meczu z Węgrami. W swojej karierze grał w eliminacjach do Euro 2000 i MŚ 2002. Od 1999 do 2001 roku rozegrał w kadrze narodowej 19 meczów i strzelił w nich 1 gola.